# Irámuco
Irámuco es una localidad mexicana ubicada en el estado de Guanajuato, dentro del municipio de Acámbaro .

## Historia
Irámuco es una comunidad localizada a 17 kilómetros al suroeste de la ciudad de Acámbaro en el estado de Guanajuato México. El nombre original de Irámuco es Imurac proveniente del purépecha que significa: Colina que entra al lago, el gobernante de este pueblo fue “Guatimurac” (príncipe de la colina que entra al lago). Según los antecedentes fue fundado por órdenes de Vasco de Quiroga, por el fraile misionero José de Olmedo el día 30 de septiembre de 1536, tomando como patrón del pueblo a San Jerónimo al cual se le edificó un monumento en su honor en el atrio Parroquial (Lugar de la fundación).
Cuenta con uno de los lagos más grandes a nivel nacional, conocido como el lago de Cuitzeo, aunque la mayor extensión de éste es perteneciente al Estado de Michoacán, siendo el segundo más extenso a nivel nacional, mismo que durante décadas fue de los principales sustentos y fuentes de ingresos para los habitantes.
Además es la comunidad de mayor extensión y con mayor índice poblacional a nivel municipal.